# 클루브 레온
클루브 레온(Club León)은 멕시코 레온을 연고지로 하는 프로 축구 클럽이다. 레온은 1948년, 1949년, 1952년, 1956년, 1992년, 2013년 아페르투라 그리고 가장 최근에 우승한 2014년 클라우수라까지 총 7번의 리그 우승을 달성했고 1949년에 "캄페오니시모(Campeonísimo, 같은 해에 리그와 멕시코컵을 우승한 팀)"를 달성한 최초의 클럽이다. 1993년에는 코스타리카 축구 클럽 데포르티보 사프리사에게 패배하며 CONCACAF 챔피언스리그 준우승을 하기도 했다.
가장 오래된 라이벌 팀으로는 같은 도시에 존재하는 우니온 데 쿠르티도레스이며 오늘날에는 CD 이라푸아토와 두 팀의 지역에서 따온 클라시코 델 바히오(Clásico del Bajio)라는 이름의 치열한 더비 경기도 있었으나 이라푸아토가 2021년 9월에 해체 되면서 사라져 버렸고 다른 라이벌은 같은 파추카 그룹이 소유한 CF 파추카가 있다.

## 선수 명단

### 현역
참고: FIFA 자격 규정에 따라 소속된 국가대표팀 국기를 표시합니다. 선수는 복수의 FIFA 비회원국 국적을 가지고 있을 수 있습니다.
| 번호 | 포지션 | 국적     | 이름        |
| ---- | ------ | -------- | ----------- |
| 15   | MF     | 콜롬비아 | 에드가 게라 |

| 번호 | 포지션 | 국적     | 이름              |
| ---- | ------ | -------- | ----------------- |
| 21   | DF     | 콜롬비아 | 하이네 바레이로   |
| 22   | DF     |          | 아도니스 프리아스 |

## 역대 감독
| 감독                     | 임기      |
| ------------------------ | --------- |
| 안토니오 카르바할        | 1969      |
| 안토니오 카르바할        | 1970~1972 |
| 안토니오 카르바할        | 1978~1979 |
| 세바스치앙 라자로니      | 1993~1994 |
| 아니발 루이스            | 1997~1998 |
| 마르코 안토니오 피게로아 | 2003      |
| 에르난 메드포르드        | 2009      |
| 후안 안토니오 피시       | 2014~2016 |
| 루이스 페르난도 테나     | 2016      |
| 니콜라스 라르카몬        | 2023      |
| 에두아르도 베리소        | 2024 ~    |

## 역대 성적

### 국내 리그
- 프리메라 디비시온 (7회): 1947-48, 1948–49, 1951–52, 1955–56, 1991–92, 2013 아페르투라, 2014 클라우수라
- 세군다 디비시온 데 멕시코/프리메라 디비시온 'A' 멕시카나/리가 데 아센소 데 멕시코 (5회): 1989/1990 템포라다, 2003년 클라우수라, 2004년 클라우수라, 2008년 클라우수라, 2012 클라우수라
- 캄페온 데 아센소(2회): 1989/1990 아센소 결승전, 2011/2012 아센소 결승전
- 코파 MX (5회): 1948-49, 1957–58, 1966–67, 1970–71, 1971–72
- 캄페온 데 캄페오네스 (4회): 1947/1948, 1955/1956, 1970/1971, 1971/1972